# Домат/Емс
Домат/Емс (ромш. Domat, нім. Ems) — громада в Швейцарії в кантоні Граубюнден, регіон Імбоден.

## Географія
Громада розташована на відстані близько 155 км на схід від Берна, 7 км на захід від Кура.
Домат/Емс має площу 24,2 км², з яких на 14,6% дозволяється будівництво (житлове та будівництво доріг), 25,4% використовуються в сільськогосподарських цілях, 53,9% зайнято лісами, 6,1% не є продуктивними (річки, льодовики або гори).

## Демографія
2019 року в громаді мешкало 8132 особи (+10,5% порівняно з 2010 роком), іноземців було 23,4%. Густота населення становила 336 осіб/км².
За віковим діапазоном населення розподілялося таким чином: 21,3% — особи молодші 20 років, 60,2% — особи у віці 20—64 років, 18,5% — особи у віці 65 років та старші. Було 3489 помешкань (у середньому 2,3 особи в помешканні).
Із загальної кількості 3521 працюючого 57 було зайнятих в первинному секторі, 1801 — в обробній промисловості, 1663 — в галузі послуг.